# Milicja Sandomierska Powiatu Opoczyńskiego
Milicja Sandomierska Powiatu Opoczyńskiego – polski oddział kawalerii wchodzący w skład wojsk powstańczych okresu insurekcji kościuszkowskiej.

## Formowanie i walki
Milicja Sandomierska Powiatu Opoczyńskiego utworzona została w maju 1794. Liczyła około 50 osób i 50 koni. Została rozbita 5 czerwca atakiem nocnym przez pruskich huzarów. 